# Цигаль, Виктор Ефимович
Ви́ктор Ефи́мович Цига́ль (21 мая 1916, Одесса, Херсонская губерния, Российская империя — 21 марта 2005, Москва, Россия) — советский и российский живописец.
Академик РАХ (1997; член-корреспондент 1988). Народный художник РФ (2002). Лауреат Государственной премии РСФСР имени Репина (1987).
Ветеран Великой Отечественной войны.

## Биография
Родился 8 (21 мая) 1916 года в Одессе в еврейской семье.
В 1927—1930 годах учился в пензенской средней школе № 1, брал уроки живописи у академика живописи, преподавателя Пензенского художественного училища — Н. Ф. Петрова.
В 1930 году семья переехала в Москву, где Виктор поступил в ФЗУ «Мосэнергомонтажа» и окончил его в 1933 году. Работал электромонтером. В 1934 году поступил в Московское областное художественное училище Памяти 1905 года, а в 1938 году — в МГАХИ имени В. И. Сурикова.
В 1943 году из института, который находился в эвакуации в Самарканде, Цигаль был зачислен стрелком-мотоциклистом в 10-й гвардейский Уральский добровольческий танковый корпус. Прошёл войну солдатом, был художником-библиотекарем политотдела корпуса, участвовал в Курской битве, дошёл до Польши и Берлина.
После демобилизации Виктор Цигаль вернулся в институт, который окончил в 1946 году. В 1947 году он был принят в Московский Союз художников и начал работу в качестве профессионального художника.
С 1947 года Виктор Цигаль много путешествовал по стране, бывал за рубежом. У него были места особого притяжения, к которым относятся Дагестан, восточный Крым и Коктебель.
Произведения художника находятся в собраниях музеев СНГ, России, за рубежом — в ГТГ, ГРМ, Киевском и многих других музеях. Цигаль — участник многочисленных Всесоюзных, республиканских и международных выставок. Персональные выставки художника прошли в Москве (1963, 1969, потом эта выставка переехала в Ленинград), Югославии (1968), Польше (1968), Дар-эс-Саламе (Танзания, 1975).
В последние годы художник работал над серией рисунков «Азовское море», «Кольский полуостров», «Люди совхоза „Коктебель“», «Рыбаки Азербайджана», «Торжок», «Узбекистан», «Цирк и цирковая школа».
Умер 21 марта 2005 года в Москве. По завещанию его прах развеян над Тихой бухтой в Коктебеле.

## Семья
- Брат — скульптор Владимир Ефимович Цигаль.
- Жена — художник Мирэль Яковлевна Шагинян.
  - Сын — художник-график Сергей Викторович Цигаль.

## Звания и награды
- заслуженный художник РСФСР (6 сентября 1968)
- народный художник РФ (30 сентября 2002)[7].
- Государственная премия РСФСР имени И. Е. Репина (1987) — за работы, выполненные в технике металлопластики из серии «Шаги Октября»: «Красногвардейцы», «Первый трактор», «Субботник»
- орден Красной Звезды (6 августа 1944)
- орден Отечественной войны II степени (6 апреля 1985)
- орден Трудового Красного Знамени
- медали

## Память
- В 2008 году на телевизионном канале «Культура» вышла передача, посвященная В. Е. Цигалю — «Штрихи к портрету художника»[8].